# Якова, Пренк
Пренк Якова (алб. Prenkë Jakova; 27 июня 1917, Шкодер — 16 сентября 1969, Тирана) — албанский музыкант, композитор, музыкальный педагог. Народный артист Албании. Создатель албанской национальной оперы. Автор первой албанской оперы «Мрика» (1958).

## Биография
Родился в семье ремесленника. В детстве начал играть на кларнете в любительском музыкальном коллективе. Затем выступал в разных ансамблях. В возрасте 19 лет основал собственную музыкальную группу состоявшую из 36 человек в возрасте от 9 до 16 лет, игравшую в школах.
Выпускник Национальной академии Святой Цецилии.
В 1936—1938 годах работал учителем музыки, давал уроки игры на гитаре и кларнете. Среди его известных учеников Тиш Даия и Тонин Харапи.
В 1941—1943 годах обучался в Римской консерватории по классу кларнета.
Вернувшись на родину, посвятил себя сочинению музыки и организации концертов в своем родном городе Шкодере. В 1944 году устроился на работу в местный Дом молодежи, где проводил занятия с молодыми албанскими партизанами.
После смерти брата, который погиб в борьбе с коммунистическими партизанами, П. Якова был арестован и провёл несколько месяцев в тюрьме. Из-за неизлечимой болезни матери композитор перенёс психологическую травму и 9 сентября 1969 года, отчаявшись, покончил с собой, выпрыгнув из окна Дворца культуры в Шкодере. Скончался через неделю в больнице от полученных травм.
За свою художественную деятельность П. Якова получил государственную награду и посмертное звание «Народный артист».

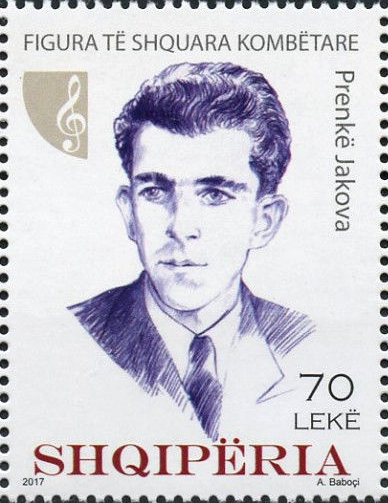
Почтовая марка Албании, посвящённая 100-летию композитора П. Якова

## Творчество
Помимо «Мрики», Якова сочинил ещё одну оперу «Gjergj Kastrioti-Skënderbeu», премьера которой состоялась в 1968 году. Кроме опер, Якова является автором многих песен и других музыкальных произведений, некоторые из которых, созданы на базе албанской народной музыкой. Ему принадлежат также хоровые песни, оркестровые и хоровые композиции, музыка кино.
Творческое наследие вывело П. Якова в разряд самых видных албанских композиторов всех времён.

## Память
- Имя П. Якова носит ныне музыкальная школа в г. Джяковица.
- В 2017 году почта Албании выпустила марку, посвящённую 100-летию композитора.